# Рікардо Пелаес
Рікардо Пелаес (ісп. Ricardo Peláez, нар. 14 березня 1964, Мехіко) — мексиканський футболіст, нападник.
Насамперед відомий виступами за клуби «Америка», «Некакса» та «Гвадалахара», а також національну збірну Мексики.

## Клубна кар'єра
У дорослому футболі дебютував 1985 року виступами за команду клубу «Америка», в якій провів два сезони, взявши участь у 53 матчах чемпіонату.  Більшість часу, проведеного у складі «Америки», був основним гравцем атакувальної ланки команди.
Своєю грою за цю команду привернув увагу представників тренерського штабу клубу «Некакса», до складу якого приєднався 1987 року. Відіграв за команду з Агуаскальєнтеса наступні десять сезонів своєї ігрової кар'єри. Граючи у складі «Некакси» також здебільшого виходив на поле в основному складі команди. У складі «Некакси» був одним з головних бомбардирів команди, маючи середню результативність на рівні 0,39 голу за гру першості.
Протягом 1997—1998 років знову захищав кольори команди клубу «Америка».
1998 року перейшов до клубу «Гвадалахара», за який відіграв 2 сезони.  Тренерським штабом нового клубу також розглядався як гравець «основи». В новому клубі був серед найкращих голеодорів, відзначаючись забитим голом в середньому щонайменше у кожній третій грі чемпіонату. Завершив професійну кар'єру футболіста виступами за команду «Гвадалахара» у 2000 році

## Виступи за збірну
1989 року дебютував в офіційних матчах у складі національної збірної Мексики. Протягом кар'єри у національній команді, яка тривала 11 років, провів у формі головної команди країни 43 матчі, забивши 16 голів.
У складі збірної був учасником чемпіонату світу 1998 року у Франції, розіграшу Золотого кубка КОНКАКАФ 1996 року у США, здобувши того року титул континентального чемпіона.

## Титули і досягнення
- Переможець Золотого кубка КОНКАКАФ: 1996